# Pedología

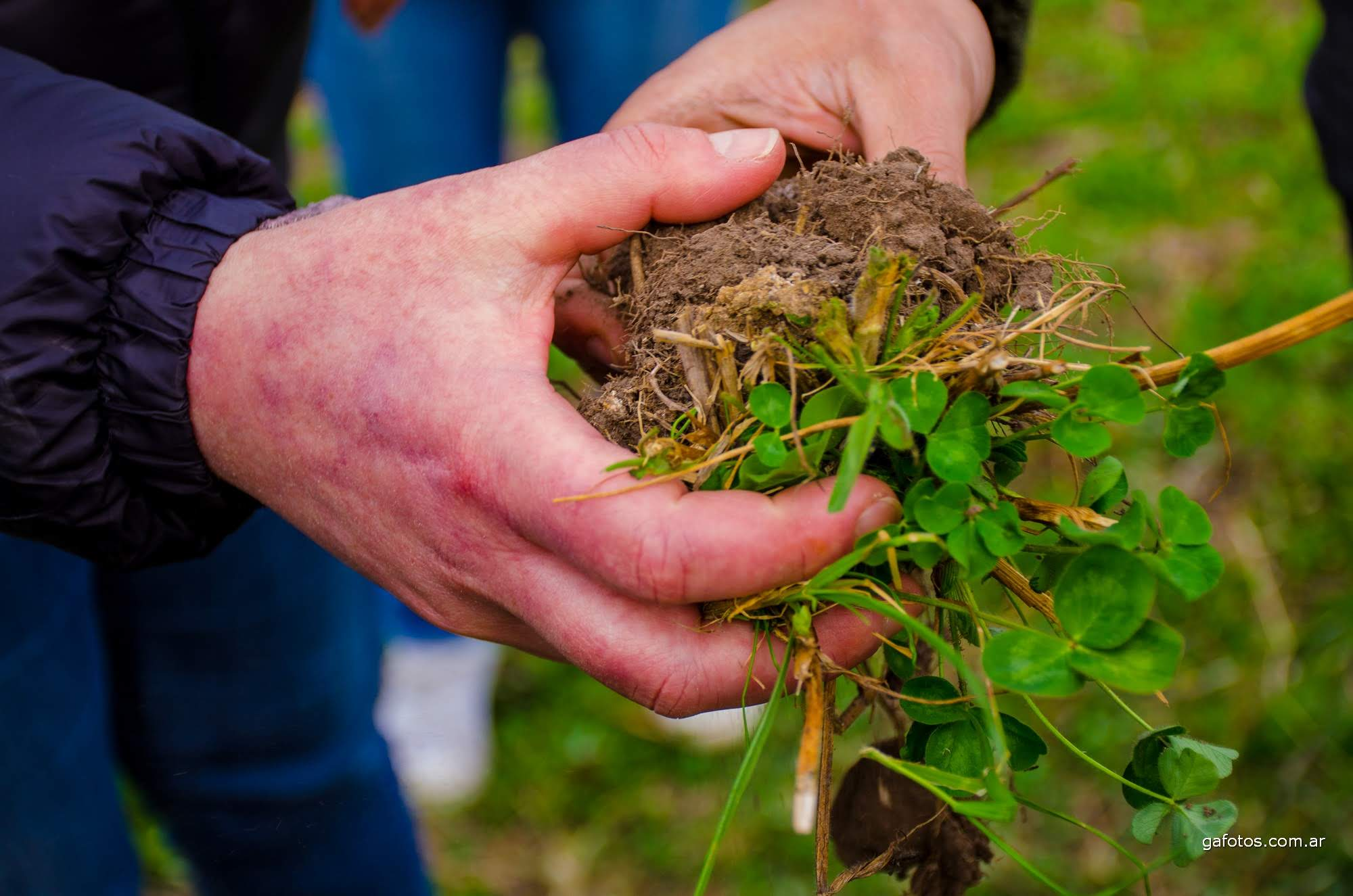
Demostración de ingeniero agrónomo sobre la humedad del suelo, las características visibles y sus usos para cultivo, ganadería, etc.

La pedología (del griego πέδον, pedon ‘suelo, tierra’, y λόγος, logos o λογία, logía ‘estudio’, ‘tratado’) es el estudio de los suelos en su ambiente natural. Es una de las dos ramas de la ciencia del suelo siendo la otra la edafología, esta última más relacionada con la agronomía por dedicar su estudio al aprovechamiento de los suelos. La pedología, en cambio, está relacionada y se considera también como una rama de la geografía que estudia el suelo en lo concerniente a la pedogénesis (el origen del suelo, su formación), clasificación, morfología, taxonomía, y también su relación e interacción con el resto de los factores geográficos.

## Historia
El estudio científico del suelo se origina en la escuela geográfica rusa. Tiene como precedente al llamado padre de la geografía rusa, Mijaíl Lomonósov (1711-1765), quien escribió y enseñó sobre el suelo entendido como un cuerpo en evolución más que como un cuerpo estático, pero sin diferenciarlo de un estrato geológico. Sin embargo, se considera fundador de la pedología al geógrafo ruso Vasili Dokucháyev (1846-1903), quien puso los fundamentos de la geografía del suelo.
Su primer trabajo sobre el tema es de 1883, cuando publicó un informe sobre un estudio de campo llevado a cabo en un suelo del tipo chernozem, en el cual aplicó los principios de la morfología a los suelos, describió los principales grupos, esbozó la primera clasificación científica y desarrolló métodos de cartografía sobre la base del trabajo de campo y de laboratorio. En 1886 propuso que la palabra suelo se emplease como término científico para referirse a aquellos horizontes de tierra que casi diariamente cambian su relación bajo la influencia conjunta del agua, aire y organismos vivientes y muertos, introduciendo el concepto geográfico de suelo. Más tarde definió suelo como un cuerpo natural e independiente, formado bajo la influencia de varios factores, de los cuales consideró a la vegetación como el más importante. Se trata para él de un producto complejo, resultado de las interacciones entre los distintos factores geográficos como el clima, la geomorfología, la edad del paisaje (paleogeografía), sin olvidar las plantas, los animales y la roca madre.
Sus discípulos Konstantín Glinka (1867-1929) y Serguéi Neustróiev (1874-1928) volvieron a recalcar el concepto de suelo como una entidad en sí misma, pero con características que corresponden a la geografía donde se desarrollan.
Sibirtev elaboró una clasificación de los suelos diferenciándolos en tres grandes grupos:
- Suelos zonales, dentro de este grupo se encuentran:
  - Lateríticos
  - Eólicos
  - Desérticos
  - Chernozems
  - Forestales
  - Grises
  - Podzoles
  - Tundra
- Suelos intrazonales, entre los que se encuentran:
  - Salinos
  - Pantanosos
  - Carbonatados
  - Húmicos
- Suelos azonales, en el cual se hallan:
  - Esqueléticos
  - Bastos
  - Aluviales.

Otro pilar de la pedología es Curtis F. Marbut (1863-1935), geógrafo estadounidense, discípulo de William Morris Davis y director de la investigación de suelos en su país. Al tener conocimiento del trabajo de Glinka por una traducción al alemán del texto ruso, decidió llevar a cabo una traducción al inglés del mismo texto, divulgando así los conceptos de la escuela rusa entre los geógrafos de su país. Marbut sostiene la teoría de procesos múltiples e independientes en la génesis de los suelos. También propuso una clasificación de los suelos consistente en seis categorías, denominadas: órdenes, subórdenes, grupos, familias, series y tipos. Los dos órdenes principales se establecían en relación con la lixiviación de carbonatos, denominando pedocal a los suelos carbonatados y pedalfer a los ricos en aluminio y hierro a causa del lavado de carbonatos.
Kellog (1902-1980) sucedió a Marbut como director de la investigación de suelos y continuó con sus colegas el desarrollo de la clasificación del suelo sobre la base de los criterios establecidos por Vasili Dokucháyev y Glinka.

## Contexto subdisciplinario
Las investigaciones modernas están demostrando cada día más la estrecha dependencia entre los suelos y las demás ramas de la geografía. Por ejemplo, con la geomorfología se han llegado a escribir textos a partir de este tema como los de Tricart (1965), Birkeland (1984) y Richards (1985), incluso se ha llegado a proponer estudios específicos de geomorfología y pedología en el marco de la geografía física compleja. Más evidente es la relación entre suelos y vegetación, de tal forma que el estudio del suelo forma parte integrante de los textos tradicionales de biogeografía. Hoy en día la cantidad de información acumulada, tanto en el estudio de la vegetación como en el suelo, hace que ambas materias se presenten a menudo por separado. Sin embargo, sobre todo en el aspecto de sistemas naturales, suelos y vegetación forman un conjunto indisoluble (Trudgill, 1977).
También con la hidrología hay interrelaciones, puesto que algunas de las características del suelo que son esenciales para entender la infiltración y movimiento subsuperficial del agua, al mismo tiempo que en pedología es necesario conocer las leyes que rigen el movimiento del agua en el suelo. Con respecto a la climatología, la relación es inversa, es decir, son las características climáticas las que condicionan el tipo y desarrollo del suelo. En el caso de la geografía humana se ha estudiado la intervención del hombre en la aceleración del ciclo geográfico en los suelos, con la consecuente erosión de los suelos y también se ha visto el suelo como recurso, emergiendo conceptos como capacidad de uso del suelo, uso sustentable del suelo o calidad del suelo, enfocados a un óptimo aprovechamiento de éste. Últimamente, han cobrado relevancia las investigaciones en relación con el avance de la urbanización como amenaza para los suelos y la consiguiente pérdida de servicios ambientales que estos proveen. Para la paleogeografía el hallazgo de suelos fósiles o paleosuelos resulta de gran relevancia, ya que al ser el suelo un producto síntesis de la geografía de un lugar, los paleosuelos son de gran utilidad para reconstruir la geografía de épocas anteriores.